# Лапсари
Лапса́ри (рос. Лапсары, чув. Лапсар) — присілок у складі Чебоксарського району Чувашії, Росія. Адміністративний центр Лапсарського сільського поселення.
Населення — 599 осіб (2010; 506 у 2002).
Національний склад:
- чуваші — 91 %